# Wapen van Nederwetten en Eckart

Wapen van Nederwetten en Eckart

Het wapen van Nederwetten en Eckart werd op 16 juli 1817 bij besluit van de Hoge Raad van Adel aan de toenmalige Noord-Brabantse gemeente Nederwetten en Eckart bevestigd. Op 1 januari 1821 werd deze gemeente gesplitst: Nederwetten werd deel van de gemeente Nuenen, Gerwen en Nederwetten, terwijl Eckart werd toegevoegd aan Woensel, waarmee de gemeente Woensel en Eckart ontstond. Hiermee kwam het wapen van Nederwetten en Eckart te vervallen. De sterren uit het wapen keerden terug in het schildhoofd van het Wapen van Nuenen, Gerwen en Nederwetten.

## Blazoenering
De blazoenering bij het wapen luidt als volgt:
Zijnde van lazuur, beladen met drie zespuntige sterren van goud, staande twee en een. Het schild rustende tegen St.Lambertus van goud.
De heraldische kleuren zijn lazuur (blauw) en goud (geel). Dit zijn de rijkskleuren. In het register is geen beschrijving opgenomen, deze is later toegevoegd.

## Geschiedenis
Het wapen is afgeleid van een schependomzegel van de heerlijkheid Nederwetten uit 1586. Hierop staat het wapen van de familie Van Berckel/Berkel afgebeeld, die de heerlijkheid omstreeks 1557 in bezit kreeg. De heerlijkheden Nuenen, Gerwen, Nederwetten en Tongelre werden gekocht door Rutger van Berckel (overleden 19-12-1575) die schepen was in 's-Hertogenbosch, gehuwd was met Livina van Koudenhoven en de zoon was van Gerard van Berckel. De laatste was kwartierschout van Peelland. Voor 1200 gulden kocht Rutger de hoge, middelbare en lagere heerlijke rechten. Livina schonk de heerlijkheid Tongelre aan haar neef, Jacob van Koudenhoven, uit Gent (zie Kasteel Beauregard). Achter het wapen staat de parochieheilige St. Lambertus. De kleuren van het wapen bij de aanvraag zijn niet aangegeven, waardoor het wapen is verleend in de rijkskleuren goud op blauw. De heerlijkheid Nederwetten heeft het wapen eveneens als zodanig gevoerd. Lang nadat de gemeente werd opgeheven keerden de drie sterren terug in het schildhoofd van het wapen van Nuenen, Gerwen en Nederwetten dat in 1998 werd toegekend.

## Verwant wapen

Het wapen van Nuenen, Gerwen en Nederwetten

Aalburg
· Aalst
· Aarle-Rixtel
· Alem 
· Alem, Maren en Kessel
· Almkerk
· Alphen en Riel
· Andel
· Baardwijk
· Bakel en Milheeze
· Beek en Donk
· Beers
· Berghem
· Berkel-Enschot
· Berlicum
· Besoyen
· Beugen en Rijkevoort
· Bladel en Netersel
· Bokhoven
· Borkel en Schaft
· Boxmeer
· Budel
· Capelle
· Chaam
· Cromvoirt
· Cuijk
· Cuijk en Sint Agatha
· De Werken en Sleeuwijk
· Den Dungen
· Deurne en Liessel
· Dieden, Demen en Langel
· Diessen
· Dinteloord (en Prinsenland)
· Dinther
· Dommelen
· Drongelen, Haagoort, Gansoijen en Doeveren
· Drunen
· Duizel en Steensel
· Dussen
· Eersel
· Eethen
· Emmikhoven en Waardhuizen
· Empel en Meerwijk
· Engelen
· Erp
· Esch
· Escharen
· Fijnaart en Heijningen
· Gassel
· Geffen
· Geldrop
· Gemert
· Genderen
· Gestel en Blaarthem
· Giessen
· Ginneken en Bavel
· Grave
· 's Gravenmoer
· Haaren 
· Halsteren
· Haps
· Haren en Macharen
· Hedikhuizen
· Heesch
· Heeswijk
· Heeswijk-Dinther
· Heeze
· Helvoirt
· Herpt
· Hoeven
· Hooge en Lage Mierde
· Hooge en Lage Zwaluwe
· Hoogeloon, Hapert en Casteren
· Huijbergen
· Kessel
· Klundert
· Landerd
· Leende
· Liempde
· Lierop
· Lieshout
· Linden
· Lith
· Luyksgestel
· Maarheeze
· Maasdonk
· Maashees en Overloon
· Made en Drimmelen
· Maren
· Meeuwen
· Megen, Haren en Macharen
· Mierlo
· Mill en Sint Hubert
· Moergestel
· Nederwetten en Eckart
· Nieuw-Ginneken
· Nieuw-Vossemeer
· Nieuwkuijk
· Nistelrode
· Nuenen en Gerwen
· Nuland
· Oeffelt
· Oerle
· Oijen en Teeffelen
· Oost-, West- en Middelbeers
· Oploo, Sint Anthonis en Ledeacker
· Ossendrecht
· Oud en Nieuw Gastel
· Oudenbosch
· Oudheusden
· Princenhage
· Prinsenbeek
· Putte
· Raamsdonk
· Ravenstein
· Reek
· Reusel
· Riethoven
· Rijsbergen
· Rijswijk
· Roosendaal en Nispen
· Rosmalen
· Sambeek
· Schaijk
· Schijndel
· Sint Anthonis
· Sint-Michielsgestel
· Sint-Oedenrode
· Soerendonk, Sterksel en Gastel
· Sprang
· Sprang-Capelle
· Standdaarbuiten
· Stiphout
· Stratum
· Strijp
· Terheijden
· Teteringen
· Tongelre
· Uden
· Udenhout
· Veen
· Veghel
· Veldhoven en Meerveldhoven
· Velp
· Vessem, Wintelre en Knegsel
· Vierlingsbeek
· Vlierden
· Vlijmen
· Vrijhoeve-Capelle
· Wanroij
· Waspik
· Werkendam
· Westerhoven
· Wijk en Aalburg
· Willemstad
· Woensel (en Eckart)
· Woudrichem
· Wouw
· Zeeland
· Zesgehuchten
· Zevenbergen